# Sagnino
Sagnino (Sagnin in dialetto comasco) è un popoloso quartiere del comune di Como. Situato nella zona nord-ovest del comune, nei pressi della frontiera con la Confederazione Elvetica, confina con i quartieri di Ponte Chiasso, Tavernola e Monte Olimpino. 

## Storia
Dal 1818 al 1884 il quartiere di Sagnino fu parte integrante del Comune di Monte Olimpino. Nel 1884, con la soppressione di detto comune disposta da Re Umberto I con Regio Decreto del 7 dicembre 1884, entrò a far parte del Comune di Como.

### Storia del territorio
Fino agli anni 1960, il territorio della frazione di Sagnino era di tipo prevalentemente rurale. In particolare, fino agli anni immediatamente successivi al secondo dopoguerra, le attività edilizie non interessarono l'area dell'attuale quartiere.
Da quanto risulta dalle tavole del P.R.G. di Como del 1952, la zona era attraversata da alcune strade consorziali:
- Strada consorziale di Quarcino: dall'attuale zona ex-Rivarossi, conduceva fino ai vecchi casolari di Quarcino;
- Strada consorziale di Mognano: dall'attuale via Quasimodo giungeva fino alla località Mognano;
- Strada consorziale della Breggia: dall'attuale via Quasimodo giungeva fino al torrente Breggia;
- Strada consorziale di Casetta: dall'attuale via San Giacomo conduceva a Ponte Chiasso. Coincide in parte con il tracciato attuale di via dei Conti Reina, via Ennio Ferrari e di via Silva;
- Strada consorziale di Brugeda: dall'attuale via San Giacomo conduceva in località Brogeda (via Brogeda);
- Strada consorziale del Monte: dall'attuale via G. Bruno conduceva fino a Mognano, attraversando la collina;
- Strada consorziale dei Ronchi: dalla località Mognano conduceva ad alcuni terreni situati sulla collina di Cardina.

Sempre nelle tavole del P.R.G. del 1952 erano già nominate le seguenti vie:
- via San Giacomo;
- via Conciliazione (che comprendeva il tracciato dell'attuale via Conciliazione e di via Pio XI);
- via al Roccolo.

Esistevano a quel tempo solo alcuni casolari e piccoli agglomerati sparsi:
- Agglomerato di Mognano;
- Tenuta dei Conti Reina e corti limitrofe (Quarcino);
- Agglomerato di Quarcino (corti in zona chiesetta e attuale complesso del Circolo degli Anziani);
- Agglomerato di Sagnino (tra le attuali via Pio XI e via G. Bruno).

A partire dai primi anni 1960, gli appetiti immobiliari promossero lo smembramento delle proprietà agricole e diedero il via a numerose lottizzazioni che rischiarono di portare alla completa cementificazione della collina. Rimasero ai margini della trasformazione edilizia solamente le aree orientate a nord, verso Maslianico, lungo uno dei versanti della valle del Breggia.

## Monumenti e luoghi d'interesse

### Architetture religiose

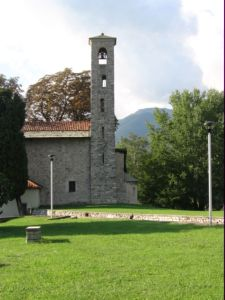
Chiesa di Quarcino

- Chiesa di Quarcino dedicata ai Santi Giacomo e Filippo (costruita tra il X e il XVIII sec., ristrutturata negli anni 1970);
  - Reperti di antichi affreschi (interni alla chiesa ed esterni alla chiesa di Quarcino, sulla parete frontale dell'ossario) di artista locale ignoto;
- Nuova chiesa parrocchiale dedicata a San Paolo Apostolo. Progettata dall'arch. Marziano di Como e inaugurata e dedicata il 25 settembre 1994 da S.E. Mons. Alessandro Maggiolini, Vescovo di Como. Grande aula semicircolare con capienza di 450 posti a sedere. Rivestimento interno ed esterno con mattoni paramano a vista. Crocifisso del XVI sec., pregevole opera d'arte di autore sconosciuto. Vetrate artistiche di Giuseppe Bollini.

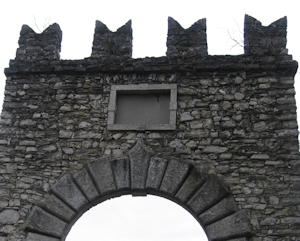
Lapide del 1775 posta su uno degli archi merlati fatti costruire dal conte Lodovico Reina. Il testo (ormai invisibile) recita: "Via studio conatu judicio proprio jam aere mox publico Ludovicus s.r.i.c. de Reyna refecta aucta perfecta memoriae perenni MDCCLXXV"

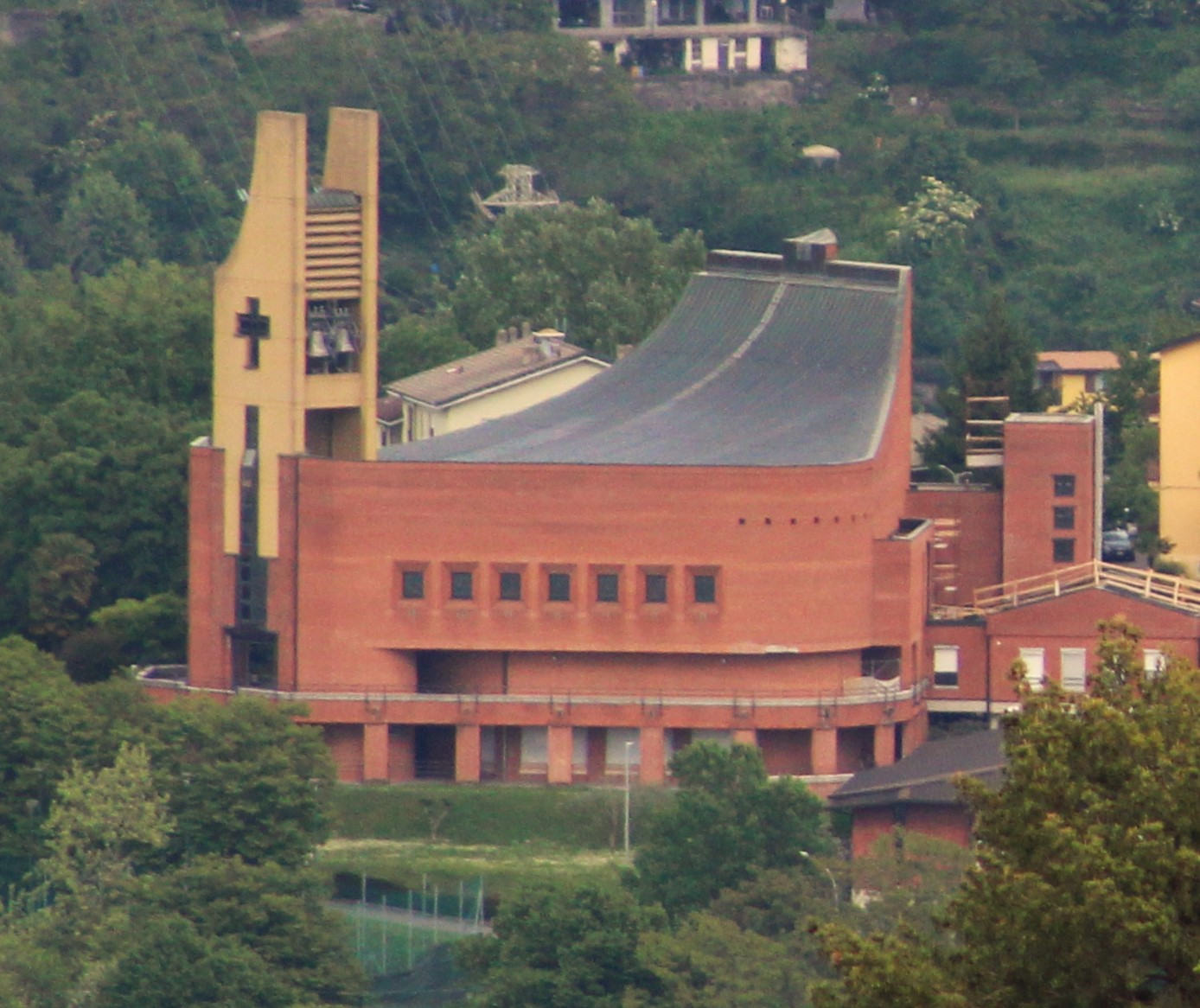
Chiesa di San Paolo

### Architetture civili
- Villa Rossi (costruita nel XVII sec., ora ristrutturata per destinazione di tipo residenziale) alla quale faceva capo anche la piccola chiesetta dedicata alla Vergine Immacolata, officiata fino agli anni '70, indi chiusa all'utilizzo celebrativo;
- Castello dei Conti Reina (costruito nel XVII sec., ora ristrutturato per destinazione di tipo residenziale);
- Due archi in pietra merlati lungo la via San Giacomo (fatti costruire nel XVIII sec. dal conte Lodovico Reina, marito di Chiara Volta, sorella di Alessandro Volta);
- Scuola elementare di Mognano, disegnata alla fine degli anni 1970 dall'arch. Luigi Zuccoli.

## Società

### Evoluzione demografica
Abitanti censiti all'interno del comune di Como:
- 1981: 4057
- 1991: 5058
- 2001: 4437
- 2008: 4328

## Geografia antropica

### Zone e località
Il quartiere di Sagnino comprende le seguenti località:
- Mognano
- Quercino (oggi chiamata comunemente Quarcino)
- Roccolo
- Sagnino
- Soldo

## Economia

### Industria
A Sagnino era collocata la sede amministrativa e produttiva della ditta Rivarossi, attiva nel campo del modellismo ferroviario. A seguito di difficoltà finanziarie che hanno coinvolto la società, la Rivarossi è divenuta nel 2000 una divisione di Lima SpA e il centro amministrativo/produttivo è stato dismesso (la costruzione dei modelli con marchio Rivarossi è proseguita nello stabilimento Lima di Isola Vicentina e, dopo l'acquisto da parte di Hornby nel 2004, in Cina). Lo smantellamento dell'edificio della sede storica di Sagnino, in stato di abbandono, è iniziato nel mese di marzo 2008 ed è terminato nel mese di giugno dello stesso anno.
L'ultima attività industriale rimasta sul territorio fa capo al "Gruppo i" ed opera nel campo della moda e dei tessuti.

## Trasporti pubblici
Il quartiere di Sagnino è servita da due linee di autobus appartenenti alla rete dei trasporti pubblici urbani gestita da ASF Autolinee (ex SPT Linea).
- Linea 7: Sagnino - Lora;
- Linea 11: Sagnino - Bassone.

## Sport

### Calcio
- A.C. Sagnino
- San Paolo Sagnino
- Real Sagnino

### Pallavolo
- U.S. Sagnino Volley